# سیکورسکی اس-۶۰
سیکورسکی اس-۶۰ (به انگلیسی: Sikorsky S-60) یک هواگرد ساختِ کارخانهٔ سیکورسکی در کشور ایالات متحده آمریکا است. این هواگرد برای نخستین بار در ۲۵ مارس ۱۹۵۹ میلادی مورد استفاده قرار گرفت.